# 京都写真家協会
京都写真家協会（きょうとしゃしんかきょうかい、略称KPS）は京都府のプロ写真家の組織で、1970年（昭和45年）に設立。
当時、プロの写真家の団体として（社）日本写真家協会(JPS)や（社）日本広告写真家協会(APA)などの数団体が全国組織で活動していたが、地域の団体として組織化されたのは全国初となった。
発起人代表者は小西晴美・中島良太郎・村田奎太郎・山本建三。フォトジャーナリストのアーネスト・サトウ (写真家)や、京都写真界の草分けである小林文司らが創立会員にいる。

## 沿革
- 1970年（昭和45年） - 京都広告写真家協会発足
- 1981年（昭和56年） - 京都写真協会に改称
- 1995年（平成7年） - 創立25周年をもって、京都写真家協会に改称

## 主催事業
- 京都写真家協会展（京都府立文化芸術会館）